# Алле, Клод-Ги
Клод-Ги Алле́ (фр. Claude-Guy Hallé; 17 января 1652, Париж — 5 ноября 1736, там же) — французский живописец. Представитель большой семьи потомственных художников Алле, которые работали в жанрах исторической и религиозной живописи в конце XVII — начале и середине XVIII веков.

## Семья художников Алле
Одним из родоначальников этой семьи, обосновавшейся в Руане (Нормандия), был академический живописец Даниэль Алле (1614—1675), известный картинами на библейские сюжеты. С 1646 года он жил и работал в Париже, был помощником первого живописца короля Шарля Лебрена, ведущего мастера «большого стиля» эпохи правления короля Людовика XIV. Он помогал Лебрену в оформлении частного особняка на набережной Малаке в Париже, известен также как автор картины «Мученичество святого Иоанна у Латинских ворот». Даниэль Алле имел потомков (пятнадцать детей, большинство из которых умерли в младенчестве). Его сыном был Клод-Ги Алле (1652—1736), внуком — живописец Ноэль Алле (1711—1781).
Среди потомков семьи был знаменитый гравёр Луи-Жан Алле Старший (1762—1833), получивший известность благодаря изданиям гравюр французской экспедиции Виван-Денона в Египет. Луи-Жан также гравировал лучшие проекты Парижской академии архитектуры. Его сын — Жан-Александр Алле Младший (1792—1850) также был известным художником-гравёром. Художниками были и его потомки.

## Биография Клода-Ги Алле
Клод-Ги был сыном живописца Даниэля Алле. Неоднократно получал премии Королевской академии живописи и скульптуры. В 1675 году завоевал Римскую премию за картину «Грехопадение Адама и Евы», после чего работал в Италии. Получив одобрение в 1681 году, в 1682 году был принят в Академию за картину «Восстановление католической религии в Страсбурге». В 1693 году Клод-Ги был назначен адъюнкт-профессором, а в 1702 году — профессором Академии. В 1730 году стал помощником ректора, в 1733 году — ректором, а в 1734 году он был «содиректором и ректором» вместе с Ларжильером, Риго и Кусту (прежде чем снова стать ректором в 1735 году, когда директором стал Кусту).
Клод-Ги Алле отвечал за создание нескольких картин для Версальского зверинца. По заказу королевской семьи выполнил ряд крупных работ в королевских резиденциях в Мёдоне и Трианоне.Он почти всегда жил в Париже, где и умер в 1736 году возрасте 84 лет.

## Галерея

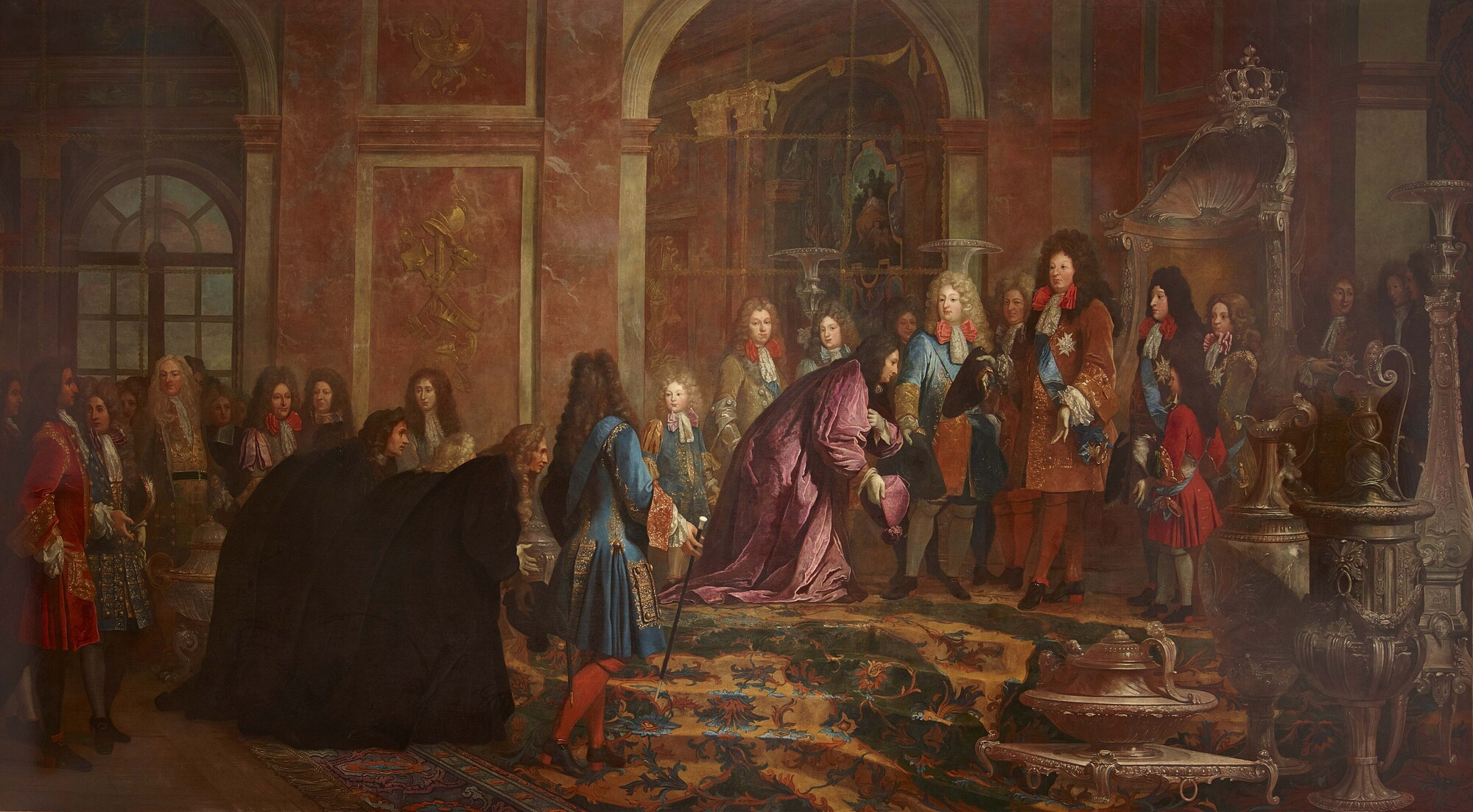
Репарации, выплаченные Людовику XIV дожем Генуи Франческо Мария Империале Леркари, 15 мая 1685 года. 1715. Холст, масло. Зеркальная галерея Большого дворца, Версаль
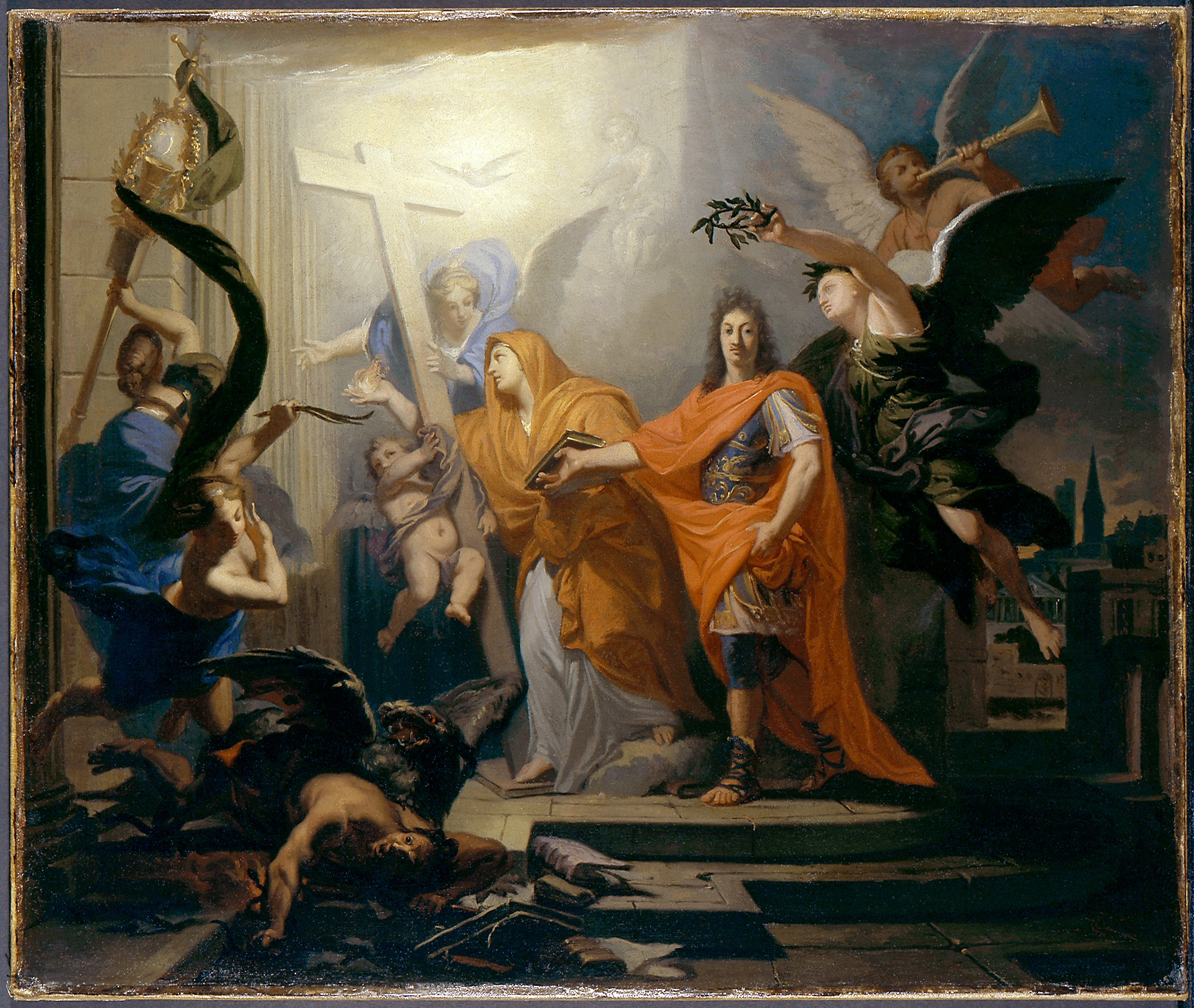
Восстановление католической религии в Страсбурге. 1682. Холст, масло. Метрополитен-музей, Нью-Йорк
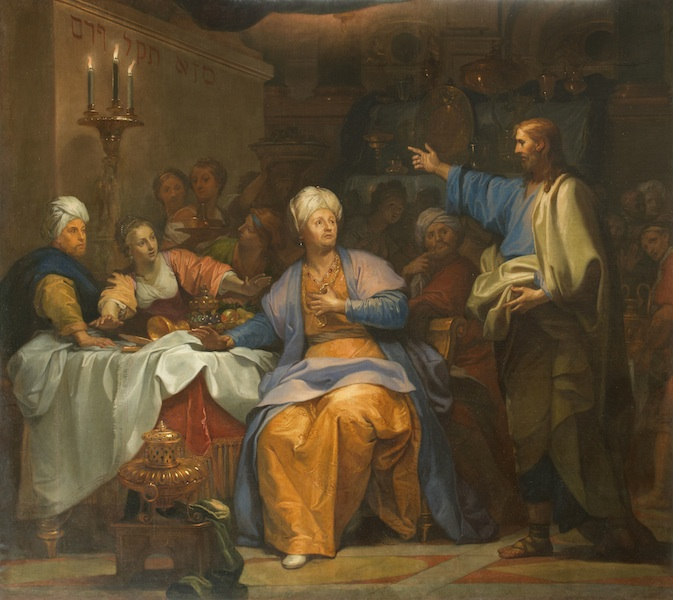
Пир Валтасара. 1700. Холст, масло. Церковь Сент-Огюстен, Париж
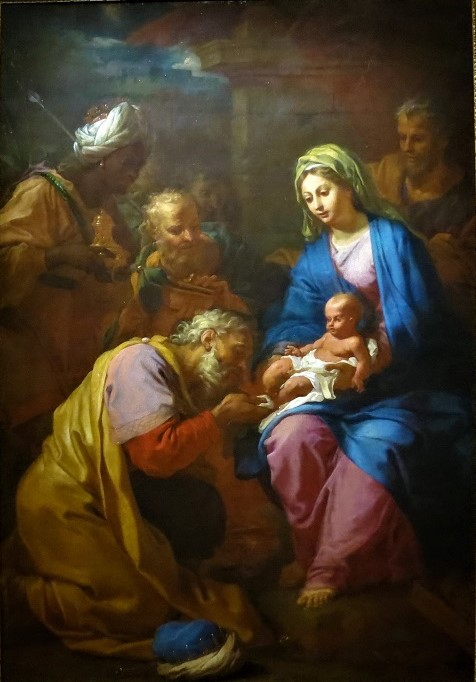
Поклонение волхвов. 1701. Холст, масло. Музей изящных искусств, Орлеан
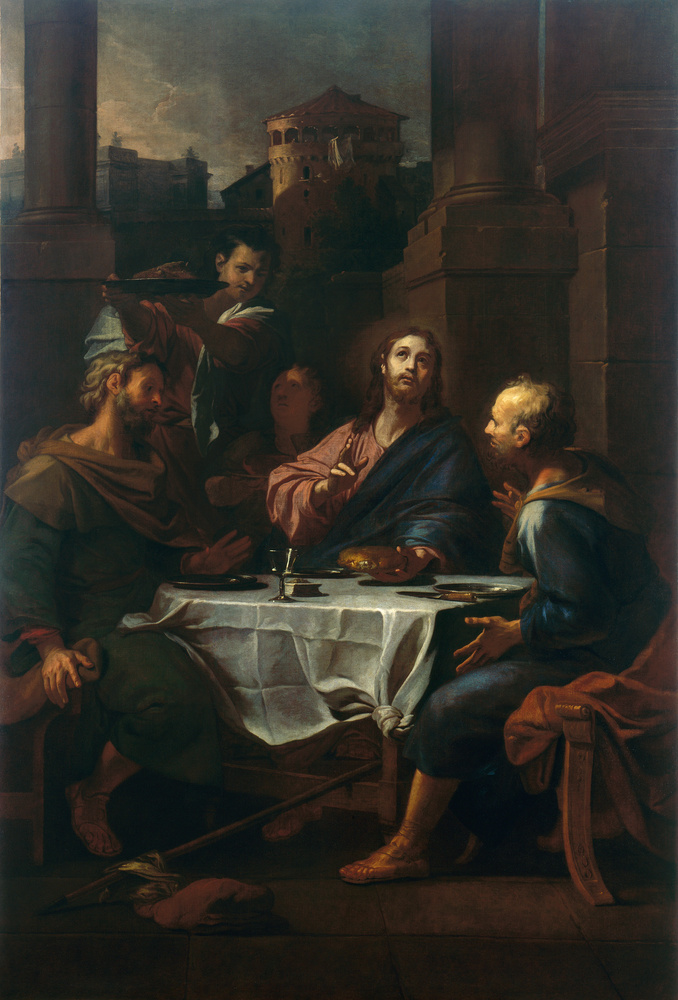
Ужин в Эммаусе. Между 1700 и 1736. Холст, масло. Музей изящных искусств, Нант
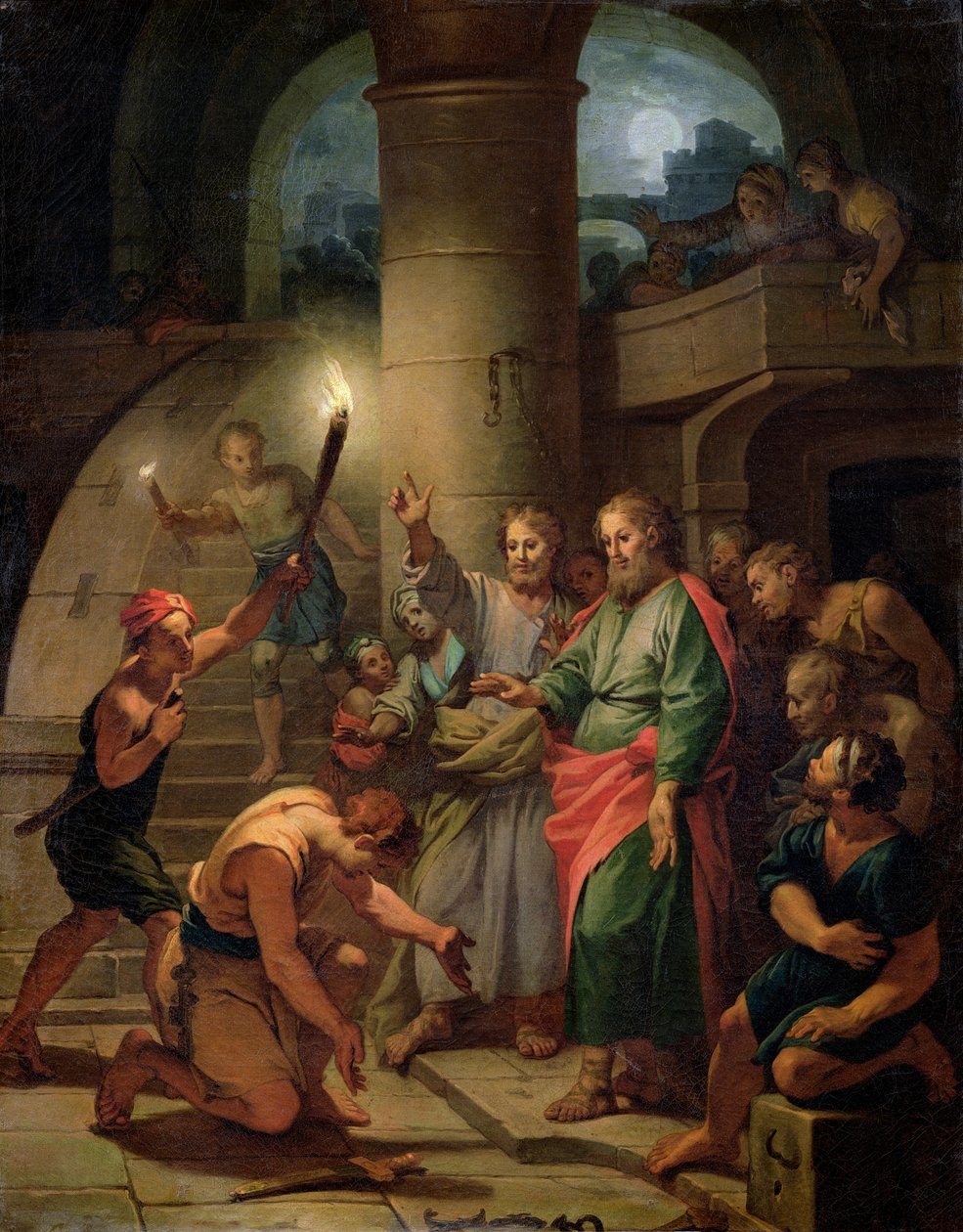
Святой Павел в Листре. 1717. Холст, масло. Музей Карнавале, Париж
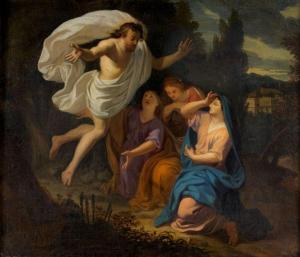
Явление Христа трём Мариям